# Bandeira de Almirante Tamandaré (Paraná)
A bandeira de Almirante Tamandaré tem, na cor verde, a representação das riquezas naturais do município. O azul faz referência ao céu. Ao centro da bandeira figura o brasão do município.